# Premio Lumière per la miglior attrice

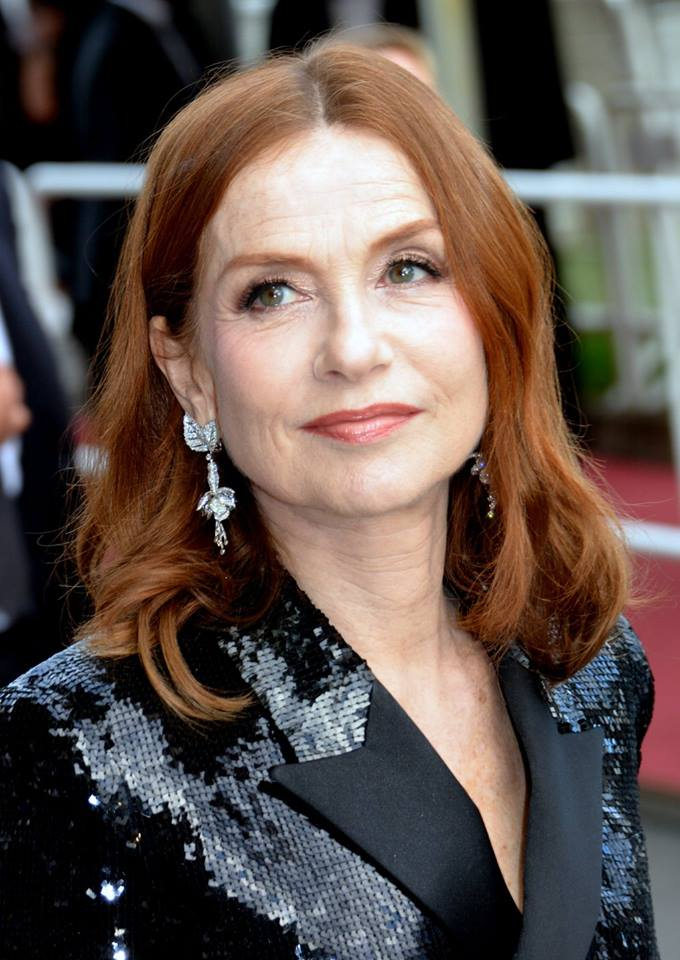
Isabelle Huppert è stata la prima vincitrice del premio, di cui detiene il record di vittorie

Il Premio Lumière per la miglior attrice (Prix Lumière de la meilleure actrice) è un premio cinematografico assegnato annualmente dall'Académie des Lumières ad una attrice di un film francese uscito nelle sale nel corso dell'anno precedente.
Isabelle Huppert ha vinto tre volte il premio, mentre nessun'altra attrice l'ha vinto più di una volta.

## Vincitori e candidati
I vincitori sono indicati in grassetto, a seguire gli altri candidati.

### Anni 1996-1999
- 1996: Isabelle Huppert - Il buio nella mente (La cérémonie)
- 1997: Fanny Ardant - Ridicule
- 1998: Miou-Miou - Nettoyage à sec
- 1999: Élodie Bouchez - La vita sognata degli angeli (La vie rêvée des anges)

### Anni 2000-2009
- 2000: Karin Viard - Haut les coeurs!
- 2001: Isabelle Huppert - Grazie per la cioccolata (Merci pour le chocolat)
- 2002: Audrey Tautou - Il favoloso mondo di Amélie (Le fabuleux destin d'Amélie Poulain)
- 2003: Isabelle Carré - Il ricordo di belle cose (Se souvenir de belles choses)
- 2004: Sylvie Testud - Stupore e tremori
- 2005: Emmanuelle Devos - I re e la regina (Rois et reine)
- 2006: Isabelle Huppert - Gabrielle
- 2007: Marina Hands - Lady Chatterley
- 2008: Marion Cotillard - La vie en rose (La Môme)
- 2009: Yolande Moreau - Séraphine

### Anni 2010-2019
- 2010: Isabelle Adjani - La journée de la jupe
  - Dominique Blanc - L'Autre
  - Valeria Bruni Tedeschi - Les regrets
  - Sandrine Kiberlain - Mademoiselle Chambon
  - Audrey Tautou - Coco avant Chanel - L'amore prima del mito (Coco avant Chanel)
- 2011: Kristin Scott Thomas - La chiave di Sara (Elle s'appelait Sarah)
  - Juliette Binoche - Copia conforme (Copie conforme)
  - Isabelle Carré - Emotivi anonimi (Les Emotifs anonymes)
  - Catherine Deneuve - Potiche - La bella statuina (Potiche)
  - Ludivine Sagnier - Pieds nus sur les limaces
- 2012: Bérénice Bejo - The Artist
  - Catherine Deneuve e Chiara Mastroianni - Les Bien-aimés
  - Valérie Donzelli - La guerra è dichiarata (La Guerre est déclarée)
  - Marina Foïs e Karin Viard - Polisse
  - Clotilde Hesme - Angèle e Tony (Angèle et Tony)
- 2013: Emmanuelle Riva – Amour
  - Marion Cotillard - Un sapore di ruggine e ossa (De rouille et d'os)
  - Catherine Frot – La cuoca del presidente (Les Saveurs du palais)
  - Noémie Lvovsky - Camille redouble
  - Corinne Masiero - Louise Wimmer
- 2014: Léa Seydoux - Grand Central e La vita di Adele (La Vie d'Adèle - Chapitres 1 & 2)
  - Juliette Binoche - Camille Claudel 1915
  - Catherine Deneuve - Elle s'en va
  - Sandrine Kiberlain - 9 mois ferme
  - Emmanuelle Seigner - Venere in pelliccia (La Vénus à la fourrure)
  - Christa Theret - Renoir
- 2015: Karin Viard - La famiglia Bélier (La famille Bélier)
  - Adèle Haenel - The Fighters - Addestramento di vita (Les combattants)
  - Charlotte Gainsbourg - Tre cuori (Trois coeurs)
  - Juliette Binoche - Sils Maria (Clouds of Sils Maria)
  - Sandrine Kiberlain - Elle l'adore
  - Émilie Dequenne - Sarà il mio tipo? (Pas son genre)
- 2016: Catherine Frot - Marguerite
  - Clotilde Courau - All'ombra delle donne (L'ombre des femmes)
  - Elsa Zylberstein - Uno più una (Un + une)
  - Emmanuelle Bercot - Mon roi - Il mio re (Mon roi)
  - Isabelle Huppert - Valley of Love
  - Izïa Higelin - La Belle Saison
- 2017: Isabelle Huppert - Elle
  - Judith Chemla - Una vita - Une vie (Une vie)
  - Marion Cotillard - Mal di pietre (Mal de pierres)
  - Sidse Babett Knudsen - 150 milligrammi (La fille de Brest)
  - Soko - Io danzerò (La danseuse)
  - Virginie Efira - Tutti gli uomini di Victoria (Victoria)
- 2018: Jeanne Balibar - Barbara
  - Charlotte Gainsbourg - La promessa dell'alba (La promesse de l'aube)
  - Emmanuelle Devos - Numéro une
  - Hiam Abbass - Insyriated
  - Juliette Binoche - L'amore secondo Isabelle (Un beau soleil intérieur)
  - Karin Viard - Il complicato mondo di Nathalie (Jalouse)
- 2019: Élodie Bouchez - Pupille
  - Cécile de France - Lady J (Mademoiselle de Joncquières)
  - Léa Drucker - L'affido - Una storia di violenza (Jusqu'à la garde)
  - Virginie Efira - Un amour impossible
  - Mélanie Thierry - La douleur

### Anni 2020-2029
- 2020: Noémie Merlant - Ritratto della giovane in fiamme (Portrait de la jeune fille en feu)
  - Fanny Ardant - La belle époque
  - Anaïs Demoustier - Alice e il sindaco (Alice et le Maire)
  - Eva Green - Proxima
  - Karin Viard - Chanson douce
- 2021: Martine Chevallier e Barbara Sukowa - Due (Deux)
  - Laure Calamy - Io, lui, lei e l'asino (Antoinette dans les Cévennes)
  - Emmanuelle Devos - I profumi di Madame Walberg (Les Parfums)
  - Virginie Efira - Adieu les cons
  - Camélia Jordana - Les choses qu'on dit, les choses qu'on fait
- 2022: Anamaria Vartolomei - La scelta di Anne - L'Événement (L'Événement)
  - Suliane Brahim - Lo sciame (La Nuée)
  - Virginie Efira - Benedetta
  - Valérie Lemercier - Aline - La voce dell'amore (Aline)
  - Sophie Marceau - È andato tutto bene (Tout s'est bien passé)
- 2023: Virginie Efira - I figli degli altri (Les Enfants des autres)
  - Juliette Binoche - Tra due mondi (Ouistreham)
  - Laure Calamy - Full Time - Al cento per cento (À plein temps)
  - Françoise Lebrun - Vortex
  - Noémie Merlant - L'innocente (L'Innocent)
- 2024: Sandra Hüller - Anatomia di una caduta (Anatomie d'une chute)
  - Catherine Deneuve - La moglie del presidente (Bernadette)
  - Léa Drucker - Ancora un'estate (L'Été dernier)
  - Virginie Efira - Niente da perdere (Rien à perdre)
  - Hafsia Herzi - Le Ravissement - Rapita (Le Ravissement)
- 2025: Karla Sofía Gascón – Emilia Pérez
  - Hafsia Herzi – Borgo
  - Agnès Jaoui – Ma vie ma gueule
  - Anamaria Vartolomei – Maria
  - Hélène Vincent – Sotto le foglie (Quand vient l'automne)